# Filatelistično društvo Ptuj
Filatelistično društvo Ptuj je bilo ustanovljeno 11. septembra 1949 kot podružnica Filatelistične zveze Slovenije. Prvi  predsednik društva je bil Zvonko Dokler, tajnik pa Ferdinand Kolednik, ki je bil vse do tragične smrti leta 1994 duša in gonilna sila vseh filatelističnih aktivnosti na Ptuju. ob ustanovitvi je društvo štelo 14 članov. Že naslednje leto se je število povečalo na 36, v letu 1995 na 86, potem pa je članstvo članov začelo upadati in v zadnjih letih niha med 45 do 50.
Filatelistične aktivnosti društva so se začele leta 1951 s filatelistično razstavo v okviru 2. Okrajne gospodarske razstave na Ptuju ter se nadaljevale leta 1960 z založbo priložnostnega ovitka ob 400-letnici prevoza tulipanov čez naše ozemlje na relaciji Istanbul - Rotterdam. Do leta 1980 so bile pripravljene še 4 razstave, največja med njimi je bila ob 1900-letnici mesta Ptuja. Takrat je bila v Jugoslaviji na predlog društva izdana prva znamka z motivom Ptuja. V teh letih je bilo založenih preko 25 priložnostnih ovitkov s tematiko kurentovanja, spominskih prireditev, posvečenih zadnjemu boju Lackove čete, ob občinskih praznikih in drugih družbeno političnih prireditvah.
Z osamosvojitvijo Slovenije leta 1991 so filatelistične aktivnosti društva ponovno zaživele. Leta 1994 smo skupaj s FD Murska Sobota izdali priložnostni ovitek in 2 žiga ob 9. evropskem prvenstvu v letenju s toplozračnimi baloni. Čez dve leti pa je Pošta Slovenije na predlog našega društva izdala dve znamki z motivom kurentov. S to izdajo znamk se je društvo promoviralo po vsej Sloveniji.
Leta 1999 je bila ob 50-letnici ustanovitve društva pripravljena velika razstava Ptuj´99, in sicer s 24 zbirkami v 100 vitrinah. Čez štiri leta je bila še ena razstava v podobnem obsegu Ptuj´03. Ob obeh sta izšla tudi bogata kataloga.
Od leta 1994 do danes je društvo založilo preko 30 spominskih in propagandnih ovitkov s priložnostnimi žigi. V letu 2007 so bile založene 4 osebne znamke s priložnostnimi žigi, in to ob raznih obletnicah, zgodovinskih in kulturnih dogodkih. Sodelovali smo z Mestno občino, s Pokrajinskim muzejem Ptuj ali z drugimi kulturnimi organizacijami iz Ptuja in okolice.
Delo in aktivnosti društva se financirajo s članarino, z izdajanjem priložnostnih ovitkov in z občasnimi dotacijami družbenih in gospodarskih organizacij ter Mestne občine Ptuj.
Prikazane so tudi osebne znamke, katere je društvo v letu 2007 založilo ob priložnostih, kot so:
Otvoritev Puhovega mostu čez reko Dravo na Ptuju, Ob 100-letnici Magistrata na Ptuju, Ob 28. konvenciji evropskih karnevalskih mest Dies Natalis Ptuj 2007 in Ob otvoritvi obnove gledališča na Ptuju. Pri prvih treh izdajah osebnih znamk so zraven njih izdali še priložnostni ovitek in priložnostni žig, pri zadnji izdaji pa samo priložnostni ovitek, za žig pa so uporabili dnevni žig Pošte Ptuj.